# Tomislav Goluban
Tomislav Goluban (Zabok, 16. prosinca 1976.) hrvatski je blues-glazbenik, skladatelj i svirač usne harmonike.
Objavio je petnaest studijskih i dva koncertna (live) albuma, osvojio pet diskografskih nagrada Porin te tri nagrade Status Hrvatske glazbene unije. Tijekom karijere nastupao je u više od dvadeset zemalja na dvama kontinentima (Europa i Sjedinjene Američke Države). Godine 2005. osvojio je četvrto mjesto na Svjetskom prvenstvu u sviranju usne harmonike u Njemačkoj te postao službeni promotor svjetski poznatog proizvođača usnih harmonika Hohner. Sredinom 2022. godine pridružio se rock skupini Zabranjeno pušenje.
Za svoj umjetnički i pedagoški rad primio je Zahvalnicu Grada Zaboka (2011.) i Plaketu Krapinsko-zagorske županije (2010.).

## Glazbena karijera
Goluban je usnu harmoniku počeo je svirati 1997. godine, nadahnut glazbom starih majstora bluesa i kolekcijom blues albuma. S vremenom je u svojim pjesmama odlučio spojiti country, blues i hrvatsku tradicionalnu glazbu. 
Godine 2005. osvojio je četvrto mjesto na Svjetskom prvenstvu u sviranju usne harmonike u Njemačkoj te postao jedini hrvatski promotor renomiranog proizvođača harmonika Hohner. Za izniman doprinos glazbi u sviranju usne harmonike primio je 2009. nagradu Fender Mega Muzike, a 2012. istu nagradu u kategoriji glazbene suradnje sa Zdenkom Kovačiček. Prvi je hrvatski predstavnik na svjetskom natjecanju blues sastava International Blues Challenge u Memphisu (2009.).
Njegov šesti studijski album Blow Junkie (2014.) zauzeo je 49. mjesto na svjetskoj ljestvici blues albuma "Roots Music Chart". Deseti album Chicago Rambler (2019.) proveo je 12 tjedana na listi "Top 50 Blues Albums" portala Roots Music Report, dospio na treće mjesto blues ljestvica u Australiji, šesto mjesto u kategoriji "Top 50 Blues Albums", te prvo mjesto u Chicagu i državi Illinois. Album je uvršten među pet najboljih Chicago blues albuma 2019. godine, te zauzeo 85. mjesto na svjetskoj ljestvici najboljih blues albuma iste godine. Za njega je primio nominaciju za Independent Blues Award 2020 u kategoriji suvremenog albuma godine.
U razdoblju od 2018. do 2020. snimio je tri albuma u Sjedinjenim Državama s glazbenicima iz Chicaga i Memphisa, s kojima je ostvario vrhunske plasmane na svjetskim radijskim blues ljestvicama – treće mjesto u Australiji, šesto na svjetskoj Top 50 listi te prvo mjesto u Chicagu i Illinoisu. Jedanaesti album Memphis Light (2020.) proveo je 11 tjedana na "Top 50 Blues Albums", zauzeo 38. mjesto na "Top 200 Contemporary Blues Album Chart – Year of 2020" te 69. mjesto na sveobuhvatnoj "Top 200 Blues Album Chart – Year of 2020" prema Roots Music Reportu. Za ovaj album nominiran je za Porin u kategoriji "Najbolji rock album" te za Independent Blues Award u kategoriji suvremenog albuma godine. Memphis Light je dobio je pozitivne kritike Dubravka Jagatića iz Nacionala koji ga je nazvao "vrhunskim blues albumom".
Dvanaesti studijski album Express Connection (2021.), prvi objavljen pod američkom etiketom Blue Heart Records, proveo je 14 tjedana na "Top 50 Blues Albums", gdje je ostvario petu poziciju kao najbolji plasman. Album je dosegao 31. mjesto na listi "Top 200 Contemporary Blues Albums" te 52. na općoj listi "Top 200 Blues Albums" za 2021., a u Francuskoj 39. mjesto "Top 50 Albums" prema Collectif des Radios Blues. Za njega je dobio brončano odličje Global Music Awards 2021 u kategoriji instrumentalne glazbe, a Blues Music Magazine (SAD) uvrstio ga je među deset najboljih albuma godine. U Hrvatskoj se pojavio na listi novinara Mladena Lončara, zauzevši treće mjesto među 50 najboljih blues albuma godine.
Trinaesti album Tatine priče i pjesme (2021.) namijenjen je djeci i roditeljima te objedinjuje šest pjesama i pet edukativno-zabavnih priča. Za njega je osvojio Porin u kategoriji "Najbolji album za djecu". Četrnaesti studijski album 20 Years on the Road, snimljen s vokalnim gostima iz Sjedinjenih Država i Ujedinjenog Kraljevstva, donio mu je dvostruku nominaciju za američke Josie Music Awards te nominaciju za Porin u kategoriji Najbolji rock album. Tijekom 2023. objavio je dva koncertna albuma – Crazy Hill Live i Koncert Med bregi, a 2024. petnaesti studijski album Folkaj.

## Rad za opće dobro
Goluban sudjeluje u edukativnom programu "Ruksak (pun) kulture", koji Ministarstvo kulture i medija Republike Hrvatske provodi s ciljem približavanja umjetnosti djeci u manjim sredinama. U njegovom autorskom i interaktivnom programu Usna harmonika i korijeni suvremene glazbe, učenicima osnovnih škola diljem Hrvatske u zabavnom i poučnom obliku prezentira povijesni razvoj blues glazbe, nastanak i karakteristike usne harmonike te njezin utjecaj na suvremenu glazbu.
Na Hrvatskom radiju autor je i voditelj emisija posvećenih bluesu, poput Vrijeme za glazbu i Tračnicama bluesa. Godine 2014. pokrenuo je i kontinuirano organizira Zagorje Blues Etno Festival, seriju glazbeno-edukativnih manifestacija koja se održavaju diljem Krapinsko-zagorske županije. Festival spaja blues s etno elementima te promiče lokalne i nacionalne glazbene vrijednosti.
Goluban je jedan od osnivača udruge Hrvatske blues snage (HBS), nacionalnog blues društva, i njen prvi predsjednik u razdoblju od 2010. do 2012. godine.

## Diskografija
Izvor
Tomislav Goluban & Little Pigeon's Forhill Blues
- Pigeon's Flight (2005.)
- Mr. B. (2007.)
- Zagorje Blues (2009.)
- Med bregi (2012.)

Samostalni albumi
- 200$ SUN Memphis Album (2010.)
- Blow Junkie (2014.)
- Kaj Blues Etno (2016.)
- Chicago Rambler (2019.)
- Memphis Light (2020.)
- Express Connection (2021.)
- Tatine priče i pjesme (2021.)
- 20 Years on the Road (2022.)
- Folkaj (2024.)

Albumi u suradnji
- For a Friend & Brother (2015.) – s Nebojšom Buhinom
- Velvet Space Love (2018.) – s Tonijem Starešinićem

Zabranjeno pušenje
- Karamba! (2022.) – kao gost
- Pušenje ubija (2025.)
- Uživo u Lisinskom (2025.)

## Vanjske poveznice
- Službena stranica
- Tomislav Goluban na Discogsu
- Zabranjeno pušenje